# King Kong (gastronomia)
King Kong è il nome commerciale di un dolciume tipico della cucina peruviana. È un biscotto, fatto con farina, burro, uova e latte, ripieno di dulce de leche, canditi di ananas e, in una variante, arachidi. Il biscotto è a strati, per cui alla pasta si alterna il ripieno. Commercializzato in molti paesi dell'America Latina, è venduto in confezioni da mezzo chilo e da un chilo. Il dolce è originario della regione peruviana di Lambayeque, il cui capoluogo omonimo è sede dell'Asociación de Productores de King Kong y Dulces Típicos de la Ciudad de Lambayeque (la AProKLam).

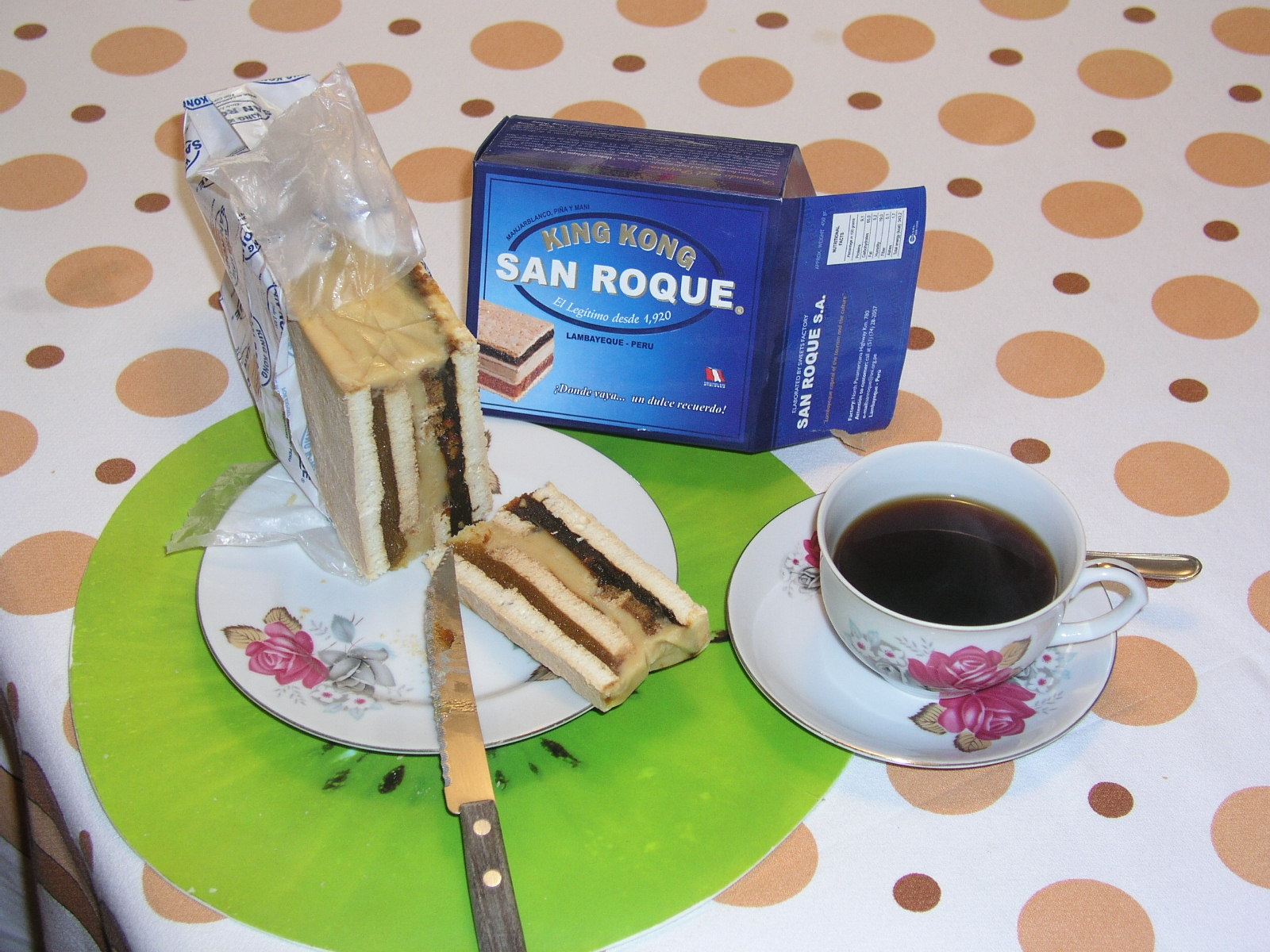
Confezione di King Kong della marca San Roque.

## Storia
Il particolare nome del dolce è dovuto al collegamento popolare fra la mole del personaggio King Kong e quella del dolciume. L'origine di tale collegamento si fa risalire al 1933, anno di uscita nelle sale cinematografiche del famoso film King Kong. Prima di allora il biscotto era conosciuto con il nome di alfajor de Trujillo ed era di forma circolare: è ancora possibile trovare in commercio questa versione.
Al 2009, tra i molti produttori del dolce, i nomi più popolari sono San Roque, Lambayeque fabrica de dulces, Huerequeque, Evocada e Tumbas Reales.

## Impatto socioculturale
Attualmente il prodotto è riconosciuto come patrimonio della regione di Lambayeque e l'AProKLam ha cominciato la procedura per ottenere la denominazione di origine. Il prodotto è esportato anche all'estero, in special modo in USA, Costa Rica, Giappone, Canada, Spagna, Italia e Belgio.
Un'attività popolare nella città di Chiclayo è quella di cucinare enormi biscotti, dal peso fino a una tonnellata, che vengono poi degustati durante il "Festival del King Kong", tenuto ogni anno..